# Trachinus lineolatus
 Trachinus lineolatus és una espècie de peix de la família dels traquínids i de l'ordre dels perciformes que es troba des de Guinea Bissau fins a São Tomé i Gabon.

## Morfologia
Els mascles poden assolir els 15 cm de longitud total.